# 豊橋市立中野小学校
豊橋市立中野小学校（とよはししりつ なかのしょうがっこう）は、愛知県豊橋市橋良町にある公立小学校。

## 概要
- 橋良町（字向山の一部）、小浜町、中野町（字平北、字平西、字上新切）、草間町（字平南、字平東、字郷裏）、藤沢町などが校区であり、公立中学校の進学先は豊橋市立南陽中学校である。
- 校区には複合商業施設のホリデイ・スクエアがある。また、校地は旧・大日本帝国陸軍第15師団跡地の一部である。

## 沿革
- 1985年（昭和60年）
  - 4月 - 豊橋市立福岡小学校、豊橋市立磯辺小学校、豊橋市立栄小学校から分離し、豊橋市立中野小学校として開校。
  - 7月 - プールが完成する。

## 交通アクセス
- 豊橋鉄道渥美線愛知大学前駅下車、徒歩約10分。

## 周辺施設
- 愛知大学豊橋キャンパス
- 愛知県立時習館高等学校
- 愛知県立豊橋工科高等学校
- 愛知県立豊橋聾学校
- 豊橋市立南部中学校
- 豊橋市立南陽中学校
- 豊橋市立栄小学校
- 豊橋市立福岡小学校
- 豊橋市立汐田小学校
- 豊橋准看護学校 シンシア
- ユタカ自動車学校
- ホリデイ・スクエア
  - ロワジールホテル豊橋
  - MEGAドン・キホーテ豊橋店
  - ユナイテッド・シネマ豊橋18
  - エックスボウル 豊橋
- イオンタウン豊橋橋良
- 蒲郡信用金庫橋良支店
- 豊橋信用金庫藤沢支店
- 大垣共立銀行藤沢支店